# 托尔奇沃
托尔奇沃，是匈牙利包尔绍德-奥包乌伊-曾普伦州所辖的一个村。总面积16.49平方公里，总人口1715，人口密度104.0人/平方公里（2011年1月1日）。